# Erythrolamprus guentheri
Erythrolamprus guentheri – gatunek węża z rodziny połozowatych (Colubridae). Występuje w środkowo-zachodniej części Ameryki Południowej we wschodnim Ekwadorze i sąsiadujących z nim przygranicznych terenach Peru. Prowadzi głównie dzienny, naziemny tryb życia.

## Systematyka
Takson ten po raz pierwszy zgodnie z zasadami nazewnictwa binominalnego opisał w 1883 roku amerykański zoolog Samuel Garman w monografii The reptiles and batrachians of North America opublikowanej na łamach „Memoirs of the Museum of Comparative Zoology at Harvard College”. Autor nadał wężowi nazwę Erythrolamprus guentheri, a jako miejsce typowe błędnie wskazał Mexico (?). Holotyp BMNH 1946.19.57. Nie wyróżnia się podgatunków.

### Etymologia
- Erythrolamprus: gr. ερυθρος eruthros „czerwony”[6]; λαμπρος lampros „błyszczący, świecący, lśniący”[7].
- guentheri: na cześć Alberta Günthera (1830–1914)[5].

## Morfologia
Jest to niewielki wąż o krótkiej, czarno-czerwono-białej głowie, która jest tylko niewiele szersza od szyi, o dużych czarnych oczach. Jest to gatunek, który przystosowuje swoje ubarwienie do występujących w jego obszarze występowania gatunków silnie jadowitych węży koralowych. W Ekwadorze naśladuje ubarwienie Micrurus ornatissimus, Micrurus langsdorffi i Micrurus steindachneri składające się z czarnych i czerwonych  pasów podobnej szerokości, oddzielonych od siebie wąskimi białymi paskami. Spód ciała białawy z czarnymi pasami. Od węży z rodzaju Micrurus różni się przede wszystkim wielkością oczu, które są zazwyczaj ponad 6 razy większe.
Wymiary:
|                          | Samiec  | Samica  |
| Długość całkowita (mm)   | 725     | 903     |
| Długość SVL (mm)         | 629     | 808     |
| Długość TL (mm)          | 96      | 95      |
| Łuski grzbietowe (rzędy) | 15      | 15      |
| Tarczki brzuszne         | 187–197 | 187–197 |
| Tarczki podogonowe       | 41–45   | 41–45   |

## Występowanie
Erythrolamprus guentheri występuje w środkowo-zachodniej części Ameryki Południowej – we wschodnim Ekwadorze i sąsiadujących z nim przygranicznych terenach Peru od wschodnich pogórzy Andów do nizinnych lasów Amazonii, na wysokościach od 330 m n.p.m. do około 2750 m n.p.m. W Ekwadorze odnotowano go w prowincjach Chimborazo, Azuay, Morona Santiago i Pastaza.

## Ekologia i zachowanie
Gatunek ten występuje głównie w tropikalnych lasach nizinnych i podgórskich. Spotykany jest także na pastwiskach, a nawet w domach. Prowadzi dzienny, lądowy tryb życia. Brak informacji o diecie i rozmnażaniu tego gatunku. Według A. Arteaga gatunek ten jest lekko jadowity, co oznacza że może być niebezpieczny dla niewielkich zwierząt, ale nie dla człowieka.

## Status
W Czerwonej księdze gatunków zagrożonych IUCN Erythrolamprus guentheri jest klasyfikowany jako gatunek najmniejszej troski (LC, ang. Least Concern). Liczebność populacji ani jej trend nie są znane. Gatunek ten jest opisywany jako rzadki.